# Колосс Родский

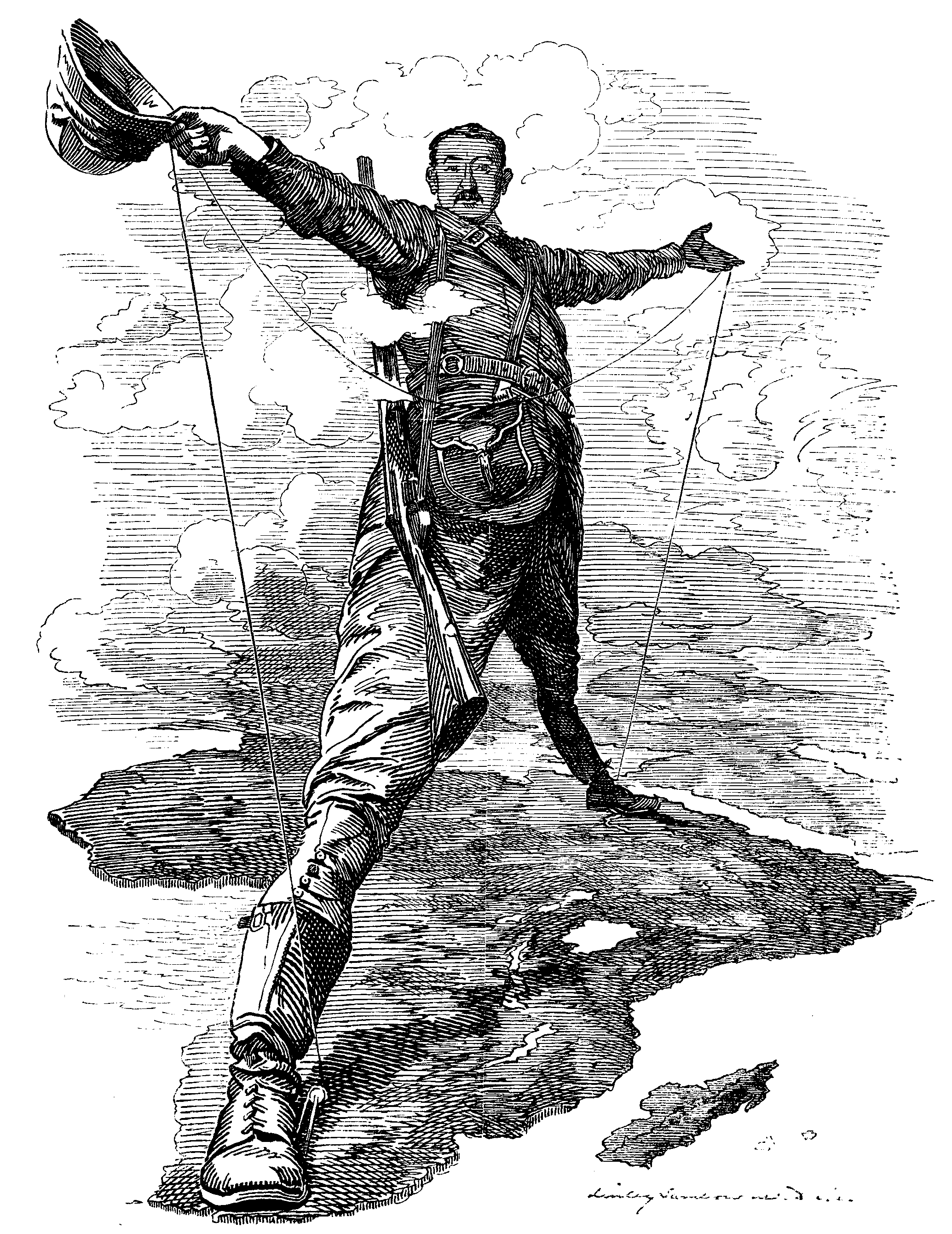
«Колосс Родский». Карикатура из журнала «Панч» (1892)

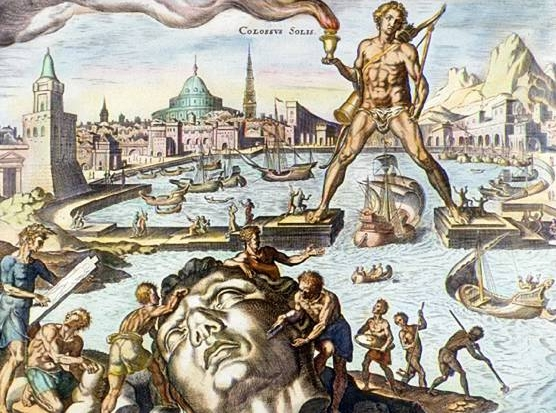
Колосс Родосский, изображённый на гравюре XVI века Мартина Хеемскерка, входит в его серию Семи чудес света.

Колосс Родский — политическая карикатура английского карикатуриста Эдварда Линли Сэмборна, опубликованная журналом Панч 10 декабря 1892 года. Она намекает на колониальный раздел Африки в период Нового империализма, когда европейские державы, начиная с 1884 года, начали широкую колонизацию Африки, в ходе которого континент был разделён между ними.
На карикатуре изображён британский бизнес-магнат Сесил Родс в виде гиганта, который высится над Африкой, одной ногой опираясь на её юг, а другой — на север, и держит в руках телеграфную линию, что напоминает о желании Родса построить железнодорожную и телеграфную линию от Кейптауна до Каира, чтобы соединить большинство британских колоний в Африке. С помощью этой линии Родс измеряет расстояние от Кейптауна в Южной Африке (у его правой ноги) до Каира в Египте (у его левой ноги). Это иллюстрирует широкий взгляд Родса на дальнейшее колониальное развитие в Африке, выражаемое фразой «От Кейптауна до Каира». О стремлении к продолжению колонизации свидетельствует пробковый шлем, который Родс держит в правой руке, и винтовка на правом плече.
Карикатура отсылает зрителя к одному из семи чудес древнего мира, Колоссу Родосскому. Игра слов «Колосс Родосский» и «Колос Родс» (или «Колос Родский») была известной шуткой, которая возникла в Южной Африке. Журнал «Панч» и многие другие журналы использовали эту шутку и раньше. Самборн изобразил Сесила Родса, следуя традиционному (и маловероятному с точки зрения архитектуры) изображению Колосса, вознесённого над проходом в гавань Родоса, с широко расставленными ногами, упиравшимися в два противоположных берега так, что между ног у него проходили корабли.
Поза Родса указывает на его силу и уверенность во время европейской колонизации Африки. Гигантские размеры фигуры указывают на большие амбиции Родса и огромное стремление к дальнейшему влиянию на континенте.

Карикатуру сопровождала цитата из газеты The Times о плане Родса продлить линию электрического телеграфа от Кейптауна до Каира:
Г-н Родс объявил, что он намерен, либо с помощью своих друзей, либо самостоятельно, продолжить телеграф на север, через Замбези, через Ньясаленд и вдоль озера Танганьика в Уганду. И это ещё не всё… Этот колоссальный Монте-Кристо собирается пересечь Судан… и завершить наземную телеграфную линию из Кейптауна в Каире; то есть от Англии до всех её владений или колоний, или «сфер влияния» в Африке
Обычным стилем подачи карикатур в журнале Punch являлось также сопровождение их сатирическими куплетами. За «Колоссом Родским» были напечатаны стихи Эдвина Джеймса Милликена о характере и амбициях Родса. В них всячески прославлялась коммерческая проницательность Родса, его «дипломатические способности, проявленные при общении с африканскими царями и вождями племён, его настойчивое стремление вытащить Африку из тьмы, а благочестивость Родса сравнивается с благочестивостью крестоносца».